# Hawaii (Band)
Hawaii war eine US-amerikanische Heavy-, Speed- und Power-Metal-Band aus Honolulu, Hawaii, die im Jahr 1981 unter dem Namen Vixen gegründet wurde und sich 1986 auflöste. Die Gruppe nannte sich zwischenzeitlich auch Aloha.

## Geschichte
Die Band wurde im Jahr 1981 von dem bei Tension ausgestiegenen Gitarristen Marty Friedman unter dem Namen Vixen gegründet. Als einzig dauerhaftes Mitglied sollte sich Schlagzeuger Jeff Graves erweisen. Im November nahm die Band ein erstes Demo auf, das fünf Lieder umfasste, wobei auch eine Coverversion von The Animals’ The House of the Rising Sun war. Im April 1982 wurde ein zweites Demo aufgenommen. Durch das Demo wurde Mike Varney von Shrapnel Records auf die Band aufmerksam, der das Lied Angels from the Dust auf der Kompilation US Metal II veröffentlichte. Es folgte ein drittes Demo, worauf Bassist Paul Escorpeso durch Kimo ersetzt worden war. Im Jahr 1982 wurde außerdem die EP Made in Hawaii aufgenommen und im Jahr 1983 über Azra Records veröffentlicht. Noch vor der Veröffentlichung verließ Sängerin Kim La Chance die Band und wurde durch Lisa Ruiz ersetzt. Daraufhin änderte die Band ihren Namen in Aloha. Unter dieser Bezeichnung veröffentlichte die Band ein weiteres Demo. Ein Lied daraus, Heavy Metal Virgin, ist auf Metal Massacre II zu hören. Etwas später wurde Sängerin Ruiz durch Bassist und Sänger Gary St. Pierre ersetzt, woraufhin die Band sich in Hawaii umbenannte. Nach der Veröffentlichung der Debüt-LP One Nation Underground Mitte 1983 auf Shrapnel in der Trio-Besetzung St. Pierre/Friedman/Graves folgte 1984 die für Cavern Production aufgenommene EP Loud, Wild and Heavy in einer anderen Besetzung. Bassist und Sänger Gary St. Pierre hatte die Band verlassen, um Vicious Rumors beizutreten. Den Bass bediente nun Joey Galisa und für den Gesang hatte Friedman seinen alten Tension-Kollegen Edie Day geholt. Im Januar 1985 stieß noch der zweite Gitarrist Tom Azevedo hinzu. Gebeutelt von Management- und Labelproblemen veröffentlichte man Ende 1985 das nächste Album The Natives are Restless auf dem bandeigenen Label Volcanic Records, das von verschiedenen Firmen vertrieben wurde. Im Jahr 1986 löste Marty Friedman die Band auf, da er nach San Francisco zog. Band-Höhepunkt war Hawaiis Auftritt im Vorprogramm von Deep Purple am 3. Mai 1985.

## Stil
Die Band spielte anfangs schnelleren Metal, wohingegen die Lieder auf The Natives Are Restless spürbar langsamer wurden, in Richtung „eingängige[r] US-Metal – mit sing-a-long Refrains und kernigen Riffs, wie man sie von den frühen Mötleys oder Raven kennt“; der Stil erinnerte außerdem stellenweise an Accept. Auf One Nation Underground fällt der Gesang extrem hoch aus. Die Lieder werden mit den Werken von Loudness und Watchtower verglichen, wobei sie schlechter produziert wurden. Auffällig war das Gitarrenspiel von Marty Friedman, der mit Klängen ferner Kulturen experimentierte, so zum Beispiel beim japanisch angehauchten Instrumental Omichan No Uta.

## Diskografie
als Vixen
- 1981: Demo 1 (Demo, Eigenveröffentlichung)
- 1982: Demo 2 (Demo, Eigenveröffentlichung)
- 1982: Demo 3 (Demo, Eigenveröffentlichung)
- 1983: Made In Hawaii (EP, Azra Records)
- 2004: The Works (Kompilation, Pyram Axis Records)

als Aloha
- 1982: Aloha / Demo (Demo, Eigenveröffentlichung)

als Hawaii
- 1983: One Nation Underground (Album, Shrapnel Records)
- 1984: Demo 1984 (Demo, Eigenveröffentlichung)
- 1984: Loud, Wild and Heavy (EP, Important Records)
- 1985: The Natives are Restless (Album, Steamhammer Records (Deutschland), Shockwaves Records (USA), Axe Killer Records (Frankreich))